# Julija Timofeeva
Julija Jur'evna Timofeeva (in russo Юлия Юрьевна Тимофеева?; traslitterazione anglosassone Yuliya Yuryevna Timofeyeva; Saratov, 3 maggio 1972) è un'ex velocista ed ex bobbista russa.

## Biografia

### Atletica leggera
La Timofeeva ha praticato l'atletica leggera dal 1997 al 2007. Specialista nelle discipline veloci, ha gareggiato in tutte le distanze, dai 60 m ai 400 m a livello nazionale. Raggiunse l'apice della sua carriera vincendo l'oro nei 100 m e nei 200 m ai Giochi mondiali militari del 2003.

### Bob
Passò al bob nel 2008, all'età di 36 anni, come frenatrice per la squadra nazionale russa. Esordì in Coppa del Mondo all'avvio della stagione 2008/09, il 29 novembre 2008 a Winterberg dove si piazzò al 17º posto nel bob a due con la pilota Anastasija Skulkina.  e colse il suo primo podio nella stagione 2010/11, il 15 gennaio 2011 a Igls dove giunse terza nella competizione a squadre.
Ha partecipato alle Olimpiadi di Vancouver 2010, classificandosi al 18º posto nel bob a due con Ol'ga Fëdorova.
Prese inoltre parte a due edizioni dei campionati mondiali totalizzando quali migliori risultati il dodicesimo posto nel bob a due e il quinto nella competizione a squadre, entrambi ottenuti a Schönau am Königssee 2011. Nelle rassegne continentali ha invece raggiunto il settimo posto nel bob a due sia a Igls 2010 che a Winterberg 2011.

Disputò la sua ultima gara il 19 gennaio 2014 a Igls, in una tappa della Coppa del Mondo 2013/14 e terminando la corsa al quattordicesimo posto.

## Palmarès

### Atletica leggera
| Anno | Manifestazione           | Sede    | Evento      | Risultato | Prestazione | Note |
| ---- | ------------------------ | ------- | ----------- | --------- | ----------- | ---- |
| 2003 | Giochi mondiali militari | Catania | 100 m piani | Oro       | 12"11       |      |
| 2003 | Giochi mondiali militari | Catania | 200 m piani | Oro       | 24"70       |      |

### Bob

#### Coppa del Mondo
- 2 podi (nella gara a squadre):
  - 2 terzi posti.

#### Circuiti minori

##### Coppa Europa
- Miglior piazzamento in classifica generale nel bob a due: 6ª nel 2010/11;
- 1 podio (nel bob a due):
  - 1 vittoria;
  - 2 terzi posti.

##### Coppa Nordamericana
- 1 podio (nel bob a due):
  - 1 vittoria.